# Летяща кола
Летящата кола (летящият автомобил) е автомобил, който е способен да лети. Опити за разработването на такъв автомобил съществуват още от изобретяването на персоналния автомобил. Терминът „летяща кола“ също се използва за обозначаване на самолети, способни да се движат по пътната мрежа и ховъркрафти.
Летящата кола е изобразена в редица филми – предимно фентъзи и научна фантастика, като Мечта на колела, Хари Потър и Стаята на тайните, Семейство Джетсън, Междузвездни войни, Блейд Рънър, Петият елемент и първите два филма от поредицата „Завръщане в бъдещето“, както и в технологичните списания като „Popular Science“, „Popular Mechanics“, и „Mechanix Illustrated“.
Летящата кола е била и продължава да бъде една обща черта на научната фантастика и концепциите за бъдещето, включително представата за близкото бъдеще, преди края на 21 век. Като пример, по-малко от един месец преди началото на новото хилядолетие журналистът US Гейл Колинс отбеляза:
Тук сме, по-малко от месец до началото на новото хилядолетие, и това, което искам да знам е, какво е станало с летящите коли? Ние сме напът да се превърнем в американци на 21 век. Още преди 100 години хората са предсказвали как ще изглежда зората на новото хилядолетие, а нашите постижения не отговарят изцяло на очакванията им. (...) Нашият провал в изобретяването на летящи коли изглежда като специално предателство, тъй като това е ключово-важен момент за нашия имидж.

## Летящи коли във фантастичните филми

### Междузвездни войни(1977–до наши дни)
Още през 1977 г., героите на Star Wars разполагат с „landspeeder“– летящо ниско над земята транспортно средство.
Летящите коли, наречени airspeeders, могат да бъдат видени на планетата на Корусант и във филма от 1999 г. – Star Wars: Невидима заплаха. Те са включени на видно място в Star Wars: Клонираните атакуват, където зрелищно преследване включва летящи коли. В Star Wars: Отмъщението на Ситите 2005 е, Бейл Органа управлява ретро-футуристичен автомобил, който освен своята способност да лети, притежава и неповторимият стил на 50-те години на 20 век.

### Блейд Рънър(1982)
„Спинър“ е терминът за летяща кола, използван в „Блейд Рънър“. Действието се развива в Лос Анджелис през 2019 година. Спинър може да се управлява като обикновен автомобил, както и да излети вертикално, да лети и да каца точно като вертикално излитащите самолети. Спинърите се ползват главно от полицията за патрулиране и проучване на населението. Въпреки ограничението, става ясно, че и заможните граждани могат да се сдобият със собствен „Спинър“.

### Завръщане в бъдещетоиЗавръщане в бъдещето 2(1985/1989)
В Завръщане в бъдещето 2, както и в края на Завръщане в бъдещето, д-р Еммет Браун кани Марти и неговата приятелка Дженифър в своята модифицирана летяща „Делориън“ – машина за пътуване във времето, и заедно пътуват до 2015 година.

### Петият елемент(1997)
В „Петият елемент“ действието се развива през 2263 година в Ню Йорк. Там, летящите коли се ползват като основен начин на придвижване. Филмовата продукция за филма е създадена от Френски създатели на комикси – Жан Жиро и Жан Клод Мезиерес. Мезиерес пише книгата „Кръговете на силата“, която представя герой, на име Тракс. Той шофира летящо такси през натоварения въздушен трафик на планетата Рубанис. Точно тази книга вдъхновила създателите на филма.

### Аниматрицата(2003)
В един от най-продаваните анимационни филми – „Аниматрицата“, в епизода „Вторият Ренесанс“ се появява телевизионна реклама, обявяваща летяща кола на име Версатран. Този епизод е предистория на вселената на Матрицата, на войната между човека и машината, която води до създаването на матрицата. В съдържанието ѝ, виждаме разработката на Двигателя на Версатран и как този двигател ще бъде използван във военни хуувъркрафт – кораби като Морфйъс и Тринити – корабите, спасили Нео.

## Летящи коли в реалния живот

### Ранни разработки
През 1926 г. Хенри Форд показва експериментален едноместен самолет, който той нарича „Небесна таратайка“. Проектът е изоставен две години по-късно, когато по време на опит за поставяне на рекорд за дълъг полет, летящата кола се разбива, убивайки пилота. Небесната таратайка не е била летяща кола по никакъв начин, но е събудила вниманието на пресата по това време, и е развълнувала обществото, че ще е възможно да се произвежда масово, ценово-достъпен самолет, който ще се произвежда, рекламира, продава и ремонтира точно като лек автомобил. Самолетът е трябвало да бъде толкова често срещан и разпространен, колкото Модел Т на Форд по това време.
През 1940 г. Хенри Форд предсказва: „Помни ми думата:.. Комбинация между самолет и автомобил идва. Може да се усмихвате, но тя ще дойде“
През 1956 г., „Advanced Design“ студио към Форд разработва „Volante Tri-Athodyne“ и създава 3/8 умален модел на концептуален автомобил. Тя е проектирана да има три канални вентилатори, всеки със собствен двигател, способни да го вдигнат от земята и да го преместят във въздуха. В свое изявление пред пресата, от Ford отбелязват, че „деня, когато ще има летяща кола във всеки гараж, все още не е дошъл“, но добави, че „Volante показва една посока, относно дизайна на такова превозно средство“.
През 1957 г., Popular Mechanics съобщават, че Hiller Helicopters разработват летящи превозни средства с канални вентилатори, с който ще се лети по-лесно от колкото с хеликоптер и ще струват много по-малко за производство. Предполагало се е, че в близките 10 години квадракоптерите ще се сходни по цена с автомобил от среден клас. Инженерите са предполагали, че този нов клас летателни апарати ще залегнат в основата на цяло семейство въздухоплавателни средства със специално предназначение.
През 1956 г., Transportation Research Command  на американската армия започва разработването на „летящи джипове“, тунелно-вентилаторно-базирани въздухоплавателни средства, които се е предполагало, че ще бъдат по-малки и по-лесни за употреба от хеликоптер. През 1957 г. Chrysler, Къртис-Райт, и Piasecki подписват договори за строителство и доставка на прототипи. Всички те разработват своите прототипи, но Piasecki VZ-8 е най-успешният от трите. Макар че по принцип би трябвало да работят близо до земята, този прототип е в състояние да лети до няколко хиляди фута, доказвайки се като стабилен по време на полет. Независимо от това, армията решава, че „Концепцията за „летящите джипове“ е неподходящи за съвременното бойното поле“, и се концентрира върху развитието на конвенционалните хеликоптери. В допълнение към договора за армията, Piasecki се развива летящ автомобил, модифицирана версия на модела VZ-8, предназначена за цивилна употреба.
В средата на 1980-те години, бившият инженер на Boeing, Фред Баркър, основава Flight Innovations Inc. и започва разработването на Sky Commuter, малък VTOL самолет, базиран на канални вентилатори. Това беше един компактен, 14-футов, двуместен летателен апарат, направен основно от композитни материали. През 2008 г., останалите прототипи са били продадени за 86 000 £ в eBay.

### Съвременни разработки
Urban Aeronautics X-Hawk е летателен апарат с вертикално излитане, с турбореактивни двигатели, обявен през 2006 г. Първия полет на превозното средство бива планиран за 2009 г. X-Hawk е предвиден да работи като наследник на конвенционалния хеликоптер, но с канални вентилатори, а не с открити ротори. Необходимото намаляване на размера на ротора, намалява и разхода на гориво. X-Hawk бива промотиран като превозно средство със спасителни и комунални функции. До 2015 г. не са били регистрирани полети на машината.
The Xplorair PX200 е френски проект на едноместен летателен апарат с вертикално излитане. Той е без открити двигатели, ползвайки ефекта Коанда и използвайки група от малки реактивни двигатели, наречени „thermoreactors“, вградени в тялото. Обявен през 2007 г., проектът е финансиран от правителството на Франция и е подкрепен от различни космически фирми. Пълномащабен безпилотен самолет е планиран за полет по време на Париж Air Show 2017 г. В следващите няколко години трябва да се появи на пазара и едноместен летящ автомобил, базиран на безпилотния самолет.
На 7 май 2013 г., компанията Terrafugia представи своето виждане TF-X – хибридно превозно средство с накланящ се ротор, което трябва да бъде изцяло автономна летяща кола. Той е способен да измине 500 мили без презареждане, като по време на полет батериите се презареждат от двигателя. Развитието на TF-X се очаква да продължи 8 – 12 години, което означава, че няма да се появи на пазара преди 2021 – 2025.
През 1990 г. бива създадена фирмата Aeromobil. Името идва от съчетаване на английските думи за самолет (AEROplane) и за кола (autoMOBIL) – Aeromobil. Компанията е позиционирана в Словакия.
От 1990 г. до 1995 г. бива разработен прототип версия 1.0
През 1995 г. компанията показва прототип версия 2.0. Той бива развиван до 2010 г.
През 2010 г. на бял свят се появява прототип версия 2.5, който се развива до 2013 г.
2014 г. на бял свят се появява прототип версия 3.0. Това всъщност е първата напълно функционираща летяща кола, регистрирана от властите. Тя е двуместна и за нейното управление е необходима обикновена шофьорска книжка за наземно придвижване и пилотски лиценз за управление по време на полет. Максималната скорост на летящата кола е 160 км/ч по земя и 200 км/ч във въздуха, с минимална скорост за летене от едва 60 км/ч. Общата автономност на движение е 875 км. Разхода на гориво е 15 л/час във въздуха и 8 литра на 100 km по земя. Двигателя на летящата кола е бензинов – „Rotax 912“.
Компанията предвижда да пусне предварителни поръчки за летящата кола преди средата на 2016 г.

### Инциденти
Прототип 3.0 на първия в света, пълно-функциониращ, летящ автомобил AeroMobil претърпява повреда и пада по време на полет в словашкия град Нитра. По време на произшествието летящата кола е била управлявана от нейния конструктор Щефан Клайн, който успява да скочи с парашут и за щастие е остава невредим. По време на аварията машината се е намирала на височина от 800 метра.
От прессъобщението на компанията става ясно, че повредата е била в едно от крилата, но като цяло това произшествие е потвърдило високото ниво на безопасност за водача. Проектът продължава по план.

### В бъдеще
Словакия възнамерява да пусне в продажба летяща кола през 2017 г. Автомобилът ще бъде с вертикално излитане и кацане и ще има възможност да каца навсякъде, където шофьорът му пожелае. Колата ще се задвижва с бензин и ще може да прелита до 700 км с едно зареждане.
Това ще доближи с още една крачка научната фантастика към реалността. Нещо повече – само до 2017 г. той ще е готов да се приземи в гаража на най-богатите любители на скъпи играчки. Очаква се автомобилът да лети на височина под 3 км. Ще развива скорост до 200 км/ч. Освен че ще избягват задръстванията по пътищата, колите от бъдещето ще могат да бъдат разпределяни и в различни коридори във въздушното пространство.
Колата ще бъде оборудвана и с парашут, в случай че пилотът внезапно изгуби контрол над управлението. Производителите все още не са обявили цена на летящия автомобил, знае се само, че той ще струва стотици хиляди долари. Следващата стъпка на компанията е да пусне летяща кола за масова употреба – такава, която дори ще се управлява сама.
Заможните потенциални клиенти на летящата кола ще могат да я закупят през 2017 година. Ориентировъчната цена на AeroMobil ще е 300 000 евро. Автомобилът е построен на стоманено тръбно шаси, а каросерийните панели, колелата и прибиращите се крила са изработени от въглеродни нишки. Дължината на двуместния прототип е шест метра, а широчината – 2.24 метра. Когато крилата са разгънати, широчината е 8.32 метра.
Летящият автомобил е оборудван с четирицилиндров опозитен двигател Rotax 912 с водно охлаждане и с мощност 100 конски сили. Превозното средство се вписва и в категорията леки автомобили, и в тази на самолетите. Обемът на резервоара е сметнат така, че да позволява автономен полет от 700 километра. Максималната скорост на AeroMobil във въздуха е 200 км/ч, а на асфалт може да достига до 160 км/ч.